# Schlesien Journal
Schlesien Journal (pol. Dziennik Śląski) – cotygodniowy magazyn telewizyjny emitowany w stacjach: TVS, TVP3 Opole i TVP3 Katowice, realizowany przez Związek Niemieckich Stowarzyszeń Społeczno-Kulturalnych w Polsce (ZNSSK) i skierowany do mniejszości niemieckiej w Polsce, przede wszystkim na Górnym Śląsku. Emitowany jest od 1992 roku.

## O programie
Pierwszym producentem programu był Zespół Producencki Pro Futura Sp. z o.o. w Opolu, a obecnie jest to Związek Niemieckich Stowarzyszeń Społeczno-Kulturalnych w Polsce (ZNSSK). Jest to program telewizyjny pokazujący życie kulturalne, przedstawiający publicystykę i informacje z dłuższą impresją filmową dla telewidzów w języku niemieckim, z polską listą dialogową o tematyce związanej z mniejszością niemiecką w Polsce, stosunkami polsko-niemieckimi i Śląskiem. Jednym z powodów emisji programu na Górnym Śląsku jest fakt, że ok. 10% miejscowej ludności posługuje się językiem niemieckim. Program dwukrotnie otrzymał Polsko-Niemiecką Nagrodę Dziennikarzy. Początkowo program emitowany był raz w miesiącu, następnie co tydzień. Prezenterami programu są Anna Namyślik, Ewa Wieszołek-Stolz i Dominika Bassek.